# 布賴滕巴赫河 (施利爾湖)
47°43′39″N 11°51′11″E / 47.72760°N 11.85312°E

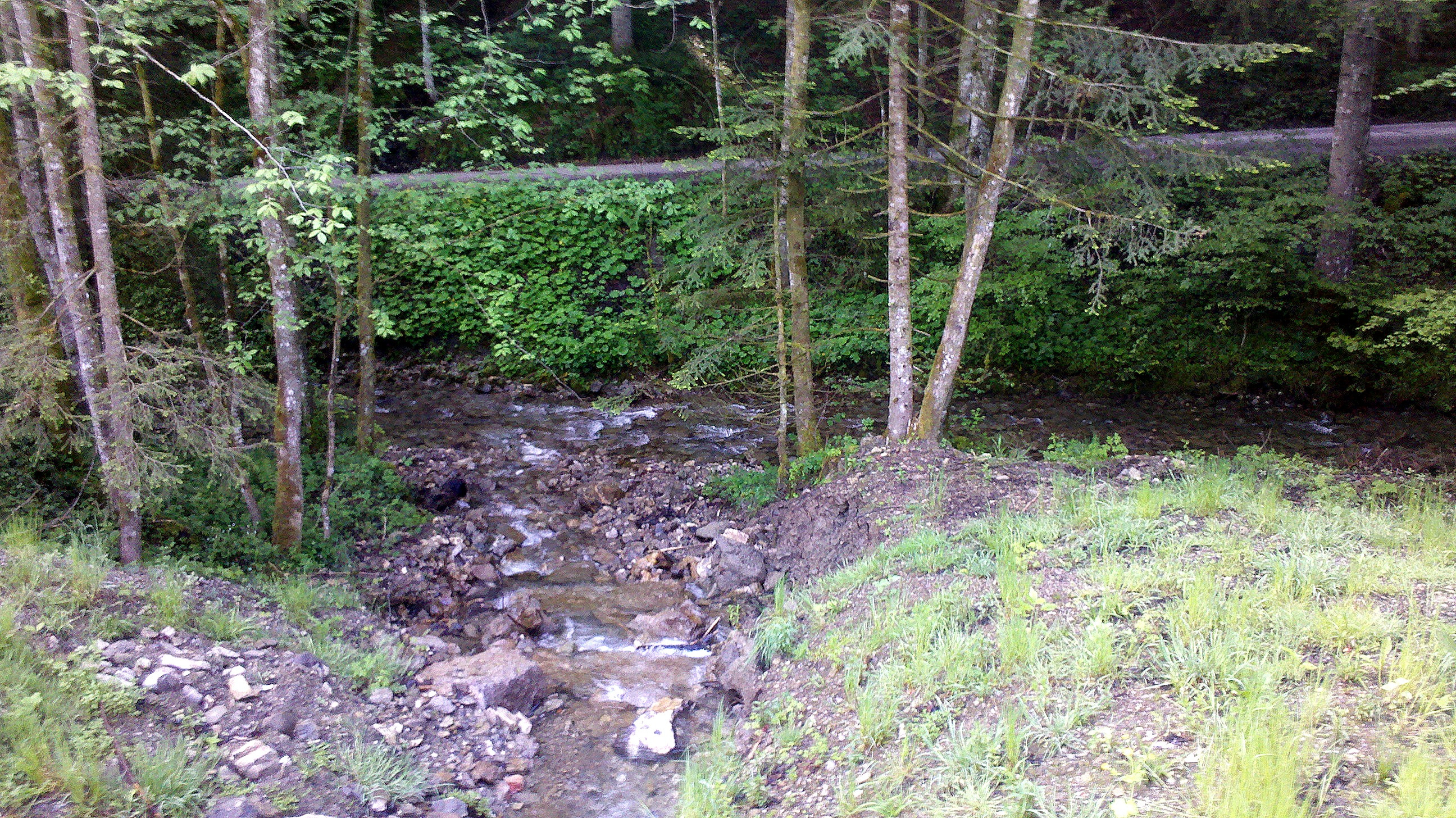

布賴滕巴赫河（德語：Breitenbach），是德國的河流，位於該國東南部，由巴伐利亞負責管轄，發源自金德拉爾姆施奈德山和奧爾山東坡，最終注入施利爾湖，河道全長5.4公里。